# 팟빵
팟빵(영어: Podbbang)은 대한민국의 (주)팟빵에서 운영하는 팟캐스트 사이트이다.

## 개요
팟빵은 나는 꼼수다가 한참 인기를 끌던 2012년 3월 5일에 서비스를 오픈하였으며, 2013년 4월 안드로이드 및 아이폰용 앱으로도 개발되어 출시되었다. 애플 사용자 중심으로 시작되었던 팟캐스트를 안드로이드 사용자도 쉽게 청취가 가능하도록 팟캐스트의 RSS를 수집하여 제공하고 있으며, OS 플랫폼에 관계없이 웹, 모바일 웹, 앱으로 서비스를 제공하고 있다.
2016년 12월 센트럴투자파트너스로부터 10억원의 투자를 유치했다고 밝혔다.
2016년 12월부터 유효청취기반 오디오광고 기술을 도입했다. 청취자들의 광고유효청취의 집계가 가능한 기술로 기존의 전파라디오광고보다 진일보한 광고전파기술이다.
2016년 박근혜-최순실 국정농단 사건과 맞물려 기존 공중파 방송국들이 팟빵/팟캐스트에도 시사라디오방송들을 업로드하여 서비스하기 시작했다
2017년 3월부터 실시간 라이브 스트리밍 서비스를 제공한다고 밝혔다

## 팟캐스트 순위
팟빵의 팟캐스트 순위는 아이튠즈의 200위권 순위와 함께 팟캐스트의 인기도를 측정할 수 있는 지표이다. 팟빵은 팟캐스트의 청취율에 따라 1000위 까지의 순위를 실시간으로 제공하고 있다. 팟빵의 팟캐스트 순위는 최근의 다운로드 수, 별점, 좋아요 점수등을 복합적으로 환산하여 순위를 산정하는 것으로 알려져 있다. 아이튠즈의 순위는 단기간내의 청취 증가율을 비중있게 평가하여 순간 급상승 팟캐스트가 높은 순위를 차지하지만, 팟빵의 순위는 기간내의 절대 다운로드수를 가장 높게 평가한다.

## 행사
팟빵은 팟캐스트와 관련된 다양한 행사를 개최하거나 후원하고 있다.

### 컨퍼런스 "나는 미디어다"[8]
- 행사명: 팟캐스트를 통해 바라본 미디어 혁명
- 일 시: 2012년 5월 18일 (금) 10:00 - 17:30
- 장 소: 삼성 코엑스 그랜드볼륨 103호
- 주 최: (주)태그스토리
- 진행표

| 10:00 - 10:30 | 당신이 미디어다! 팟캐스트 스타트를 위한 조언 | MBC 김민식 PD               |
| 10:35 - 11:25 | 올드(old)와 뉴(new)의 만남                   | 오마이뉴스 오연호 대표      |
| 11:30 - 12:20 | 나꼼수 이렇게 만들어졌다!                    | 나는 꼼수다 진행자 김용민   |
| 13:30 - 14:10 | 독자를 사로잡는 매력적인 팟캐스트 만들기     | 팟캐스트 운영자 김지선      |
| 14:15 - 14:55 | 소셜미디어 시대에 떠오른 홍보채널, 팟캐스트  | KPR 김종래 이사             |
| 15:00 - 15:40 | 도서관, 팟캐스트로 스토리텔링 하다           | 성남시설관리공단 김효숙박사 |
| 15:45 - 16:25 | 기업 홍보를 위한 팟캐스트 운영 전략          | 팟빵 김동희 실장            |
| 16:30 - 17:10 | 교육의 새로운 미래를 제시하는 팟캐스트       | 증산고 안태일 선생님        |

### 한국 팟캐스트 1인 미디어 연합 발족식[9]
1인 미디어 연합은 순수 민간단체로 팟캐스트 인프라 확충 지원 등 정부차원의 정책을 이끌어 내고 SNS 시대 새로운 국민참여형 대안매체로 자리 잡기 위해 위해 출범되었다.
- 행사명: 한국 팟캐스트 1인 미디어 연합 발족식
- 일 시: 2012년 10월 30일
- 장 소: 홍대 팟빵센터
- 참가자: 민주당 대선 후보 문재인 및 30여 팟캐스트 운영자.

## 팟빵 오리지널
팟빵에서 직접 제작하여 운영하는 팟캐스트들로 코미디를 다루는 슈가컨텐츠와 문학, 예술, 도서를 다루는 지식컨텐츠로 나뉘어 있다.

### [지식]요조, 김관의 이게 뭐라고...
애플 아이튠즈에서 뽑은 2016년을 빛낸 최고작중에 하나로 선정된 팟빵 오리지널의 지식컨텐츠중 하나.
가수 요조와, 김관 기자 두명이 진행하는 도서 관련 팟캐스트이며 방송인 김제동씨가 최초로 게스트 출연한 팟캐스트 방송이다.

### [지식]프로파일러 배상훈의 CRIME
경찰청 1기 '프로파일러'이자 서울디지털대학교 경찰학과 배상훈 교수가 심층적으로 풀어내는 대한민국 사회의 다양한 범죄이야기
시즌2부터 팟빵소속의 김PD가 합류하여 현재의 포맷을 유지하고 있다.

### [슈가]정선희, 문천식의 행복하십SHOW
개그우먼 정선희씨와, 개그맨 문천식씨가 함께 진행하는 코미디 팟캐스트. 주로 사연을 읽고 피드백을 하는 식으로 진행된다.

### [슈가]김영희&홍현희&루루 육성사이다
개그우먼 김영희씨와 홍현희씨, 신기루씨가 진행하는 코미디 팟캐스트. 연애에 관련된 사연들을 위주로 다룬다.

## 라이브 방송
팟빵은 인터넷 생방송 기술을 지원하고 팟빵을 통해서 청취가 가능한 생방송 플랫폼을 제공하고 있다.

### 18대 대통령 선거 생방송 "국민이 바꾼다"[10]
2012년 12월 19일 제 18대 대선일 딴지라디오의 나는 꼼수다와 인터넷 생방송 공동 진행하였다. 오전 6시부터 오후 7시까지 13시간을 총 6부작으로 생중계하였다.

### 국민TV라디오[11]
2013년 4월 1일 개국한 미디어협동조합 국민TV의 라디오 생방송을 공동으로 진행하고 있다.

### 그외 라디오
2013년 8월부터 소출력FM방송(마포공동체라디오, 관악공동체라디오, 성서공동체FM, 영주FM, 광주시민방송), 경기방송, 경인방송, 생명방송 life-tv 라디오에 대한 스트리밍 서비스를 제공한다.

### 팟빵TV
2014년 5월부터 유튜브를 이용한 라이브방송인 팟빵TV를 시작했다. 팟빵TV는 팟캐스트 라이브 방송, 출판 강연등의 현장을 라이브로 중계하는 서비스이다.

### 탄핵릴레이
더불어민주당의 [탄핵릴레이] - 탄핵버스터라는 이름으로 박근혜대통령의 탄핵안표결 4일전인 2016년 12월 5일부터 진행했으며 더불어민주당의 원내 국회의원들과 지자체단체장과 기타 원로당원들이 1시간씩 릴레이로 연설을 하는 방식으로 진행이 되었다. 처음에는 탄핵버스터라는 이름으로 시작하였으나 버스터라는 단어가 막는다라는 의미를 가진다는 의견들이 당내에서 제기되어 탄핵릴레이라는 이름으로 바뀌었다.
추미애 더불어민주당 대표가 첫번째 순서로 마지막 순서에는 안민석의원이 박근혜정부를 규탄하는 연설로 이어서 했으며 현장에 대기하고
있던 우상호 원내대표에게 바톤을 넘겨 우상호 원내대표가 10분정도의 마무리연설로 100시간의 릴레이연설을 마쳤다.

### 노유진의 정치카페 라이브 [반갑다 노유진]
박근혜 대통령의 탄핵안 표결 전날인 2016년 12월 8일 저녁 8시부터 진행되었던 노유진의 정치카페 라이브방송을 오디오방송으로는 팟빵이 단독으로 중계하였다.
노유진의 정치카페 원년멤버인 노회찬, 유시민, 진중권이 직접 참여하였다

### 김용민 브리핑 탄핵 라이브
박근혜 대통령의 탄핵안 표결 당일인 2016년 12월 9일 KBS본관앞에서 진행되었던 시사평론가 김용민씨가 진행하는 김용민브리핑의 라이브방송을 팟빵이 단독으로 중계하였다.

### 표창원, 진선미, 김광진의 톡투유
2016년 12월 22일 국회의사당 의원회관에서 열린 토크콘서트. 영상은 페이스북라이브로 중계, 오디오는 팟빵이 중계하였다.

## 직썰
"데일리팟"이라는 이름으로 2013년 8월부터 팟빵에서 뉴스 콘텐츠를 제공하기 시작했다.
2014년 3월 "데일리팟"을 "팟빵직썰"로 개편하고 페이스북 기반의 뉴스 웹진 서비스로 발전하였다.
현재는 직썰이라는 이름으로 서비스중이다. https://web.archive.org/web/20161212222728/http://www.ziksir.com/ziksir

## 팟캐스트 녹음 스튜디오 운영
팟빵은 팟캐스트 운영자에게 저렴한 비용의 녹음 환경을 제공하기 위해 팟캐스트 녹음용 스튜디오를 운영하고 있다.
2012년 12월 홍대 팟빵센터에서 개관된 스튜디오는 2013년 6월 가산동으로 확대 이전하여 운영중이다. 스튜디오 사용 비용은 동시에 4명이 녹음이 가능한 A,B,C,D룸은 시간당 10,000원(토:15,000원)이며 컨덴서마이크4개가 있는 E룸은 시간당 15,000원(토:20,000원), 동시에 8명이 녹음이 가능한 Z룸은 시간당 30,000원(토:40,000원)이다.

## 팟캐스트 교육
팟빵은 매월 1회 상수동 메이크샵. 플레이에서 팟캐스트 입문자를 위한 교육을 실시한다. 팟캐스트의 기획, 녹음, 편집, 등록까지 실습을 통해 팟캐스트 제작과정에 대한 교육을 받을 수 있다.
"크라임", "요조,김관의 이게뭐라고", "정선희,문천식의 행복하십SHOW"등의 팟빵 오리지널 컨텐츠들을 만들어내는 팟빵소속PD들이 직접 강의를 하는 것으로 알려져 있다.